# Atomic Heritage Foundation
Atomic Heritage Foundation (AHF) je nestátní nezisková organizace (nadace), která se věnuje uchování, ochraně a interpretaci památek a dokumentů, které se vztahují k projektu Manhattan, jeho odkazu a souvislostem atomového věku. Nadace, kterou založila Cynthia Kellyová v roce 2002, si klade za cíl „poskytnout veřejnosti nejen lepší pochopení minulosti, ale také základ pro řešení vědeckých, technických, politických, sociálních a etických otázek 21. století.“
AHF spolupracuje s Kongresem, Ministerstvem energetiky USA, Správou národních parků (National Park Service), státními a místními samosprávami, neziskovými organizacemi a komunitami bývalých účastníků projektu Manhattan na zachování a interpretaci historických památek a vytváření užitečných a přístupných vzdělávacích materiálů pro veterány, učitele a širokou veřejnost.
V červnu 2019 podepsaly Atomic Heritage Foundation a National Museum of Nuclear Science & History v Novém Mexiku dohodu, která muzeu svěřila správu webových stránek Atomic Heritage Foundation a rovněž všech fyzických sbírek AHF, které byly začleněny do vlastních sbírek muzea. Po navázání této úzké spolupráce s muzeem, nadace také přemístila své sídlo do Albuquerque v Novém Mexiku (předtím měla sídlo ve Washingtonu).

## Voices of the Manhattan Project
V listopadu 2012 spustily společně Atomic Heritage Foundation a Historické muzeum Los Alamos webové stránky „Voices of the Manhattan Project“ (Hlasy projektu Manhattan), na kterých jsou k dispozici jejich sbírky audio záznamů, které obsahují rozhovory s mnoha přímými účastníky projektu Manhattan: od nejvýznamnějších vědců a příslušníků armády až po řadové pracovníky, kteří na projektu pracovali na různých utajovaných místech po celých Spojených státech (Los Alamos v Novém Mexiku, Oak Ridge v Tennessee, Hanford ve státě Washington, Metalurgická laboratoř v Chicagu ad.).
Atomic Heritage Foundation a Historické muzeum Los Alamos společně pracovaly na sběru audio záznamů až do doby, než Los Alamos Historical Society (která je provozovatel muzea v Los Alamos) z neznámých důvodů ukončila svou účast v projektu. Někdy po roce 2020 Historická společnost odstranila přístup k několika rozhovorům z původní sbírky, které byly umístěny na jejím kanálu YouTube. Pokusy National Museum of Nuclear Science & History (které nyní provozuje jak web nadace, tak webové stránky projektu) o znovuzískání přístupu k těmto historicky cenným audio záznamům byly zatím (2023) neúspěšné.
Rozhovory nabízejí velmi různorodé pohledy na projekt. Někteří původní obyvatelé Ameriky hovoří o tom, že vláda vytlačila kmeny z území jejich předků v Hanfordu ve státě Washington, protože zde byly budovány reaktory a navazující zařízení na výrobu a zpracování plutonia. V jiných rozhovorech indiáni z kmene Pueblo v Novém Mexiku (kde vzniklo hlavní výzkumné centrum v Los Alamos a také zde proběhla zkouška první plutoniové bomby) hovoří o dopadu vládního projektu na tradice a ekonomiku svých předků.
Vzpomínky předních vědců, techniků, inženýrů i mnoha řadových pracovníků se nezaměřují jen na samotnou práci v projektu Manhattan, ale přímí účastníci vzpomínají také, jak po náročné práci relaxovali při pěší turistice nebo lyžování v Los Alamos, tančili a hráli bowling v Oak Ridge a účastnili se „bitvy“ v jídelně s masovými kuličkami v Hanfordu. Vzpomínají také na špičkové vědce a pracovníky zapojené do projektu, včetně Roberta Oppenheimera (šéfa Los Alamos), Leslieho Grovese (řídil celý projekt Manhattan), italského fyzika Enrica Fermiho nebo maďarského fyzika Leó Szilárda.
Nechybí pochopitelně ani rozhovory s nejvýznamnějšími osobnostmi projektu: např. v rámci projektu je k dispozici 11 hodin záznamů rozhovorů s Leslie Grovesem, které v roce 1965 pořídil Stephane Groueff (novinář a spisovatel pocházející z Bulharska, který je též autorem knihy Manhattan Project: The Untold Story of the Making of the Atomic Bomb z roku 1967).

## Uchování historických míst
Nadace se velmi zasloužila o uchování historických míst spojených s projektem Manhattan, zachování a zpřístupnění dochovaných technických památek v těchto místech. Již v říjnu 2006 (čtyři roky po vzniku nadace), AHF spolupořádala několikadenní akce k připomenutí úspěšné obnovy budovy High Bay v Los Alamos, kde se montovala první zkušební bomba, která byla odpálena 16. července 1945 v pouští Nového Mexika při testu Trinity.
Nadace se však snažila o koncepční, rozsáhlejší a dlouhodobou ochranu alespoň nejvýznamnějších míst a měla důležitý podíl na zřízení Manhattan Project National Historical Park. Dva pokusy o schválení zákona v Kongresu v letech 2012 a 2013 byly ještě neúspěšné, ale v prosinci 2014 Sněmovna reprezentantů a Senát nakonec zákon schválily, prezident Barack Obama ho krátce nato podepsal, čímž Manhattan Project National Historical Park definitivně vznikl.
Ke slavnostnímu vyhlášení Manhattan Project National Historical Park pak došlo 10. listopadu 2015, kdy ministryně vnitra Sally Jewellová a ministr energetiky Ernest Moniz podepsali memorandum o dohodě, které vymezilo role, jež obě agentury při správě parku mají. Ministerstvo energetiky USA tato místa nadále spravuje a vlastní, zatímco Správa národních parků poskytuje služby, zajišťuje návštěvnická centra a strážce parku.
Z několika desítek míst vztahujících se k projektu Manhattan byla do Manhattan Project National Historical Park nakonec vybrána následující tři místa, které patří mezi historicky a jinak nejvýznamnější: bývalý „Site W“ v Hanfordu, stát Washington (nadace připravila výstavní expozici v budově reaktoru B, který byl prvním produkčním reaktorem na výrobu plutonia), „Site X“ v Oak Ridge, Tennessee (zde exkurze organizuje místní American Museum of Science and Energy) a „Site Y“ v Los Alamos, Nové Mexiko (kde se nadace AHF již před vznikem národního historického parku podílela na rekonstrukci vybraných objektů).

## Muzejní expozice
Kromě toho, že vlastní sbírky nadace jsou od roku 2019 zpřístupněny jako součást expozic National Museum of Nuclear Science & History na předměstí Albuquerque v Novém Mexiku (jak bylo popsáno v úvodu), nadace již předtím vytvořila několik muzejních expozic v různých částech USA, které nějak souvisí buď s projektem Manhattan nebo s mírovým využitím jaderné energie. Mezi ně patří zejména:

### Expozice vIdaho Falls
Prvním jaderným reaktorem schopným vyrábět použitelné množství elektřiny byl tzv. EBR-1 (Experimental Breeder Reactor) ve státě Idaho, který 20. prosince 1951 rozsvítil čtyři žárovky. Později vyráběl dostatek elektřiny k napájení celé budovy reaktoru. Různé experimenty zde probíhaly až do roku 1964, kdy byl reaktor vyřazen z provozu. Tento historický milník je jedním z mnoha, které zachycuje výstava Race for Atomic Power (Závod o atomovou energii), která byla otevřena 24. května 2005.
Po vstupu si návštěvníci mohou odpočinout v obývacím pokoji z 50. let a sledovat televizi. Jsou promítány dobové ukázky a také dokumentární film Nuclear Pioneers (Pionýři jaderné fyziky), který vytvořila nadace Atomic Heritage Foundation. V celé expozici jsou umístěny kiosky s videonahrávkami jaderných fyziků, inženýrů a techniků, kteří se podílelí na stavbě tohoto reaktoru nebo podobných zařízení, a kteří vysvětlují různé aspekty provozu reaktoru. Informační tabule srozumitelně vysvětlují základní principy jaderné štěpné reakce a průřezové schéma ukazuje vnitřní strukturu reaktoru. Expozice vznikla pod dohledem nadace a nyní ji provozuje Museum of Idaho.

### Expozice vHanfordu
V lokalitě s krycím označením Site X (až později známé jako Oak Ridge), urychleně probíhala výstavba tří komplexů na obohacování uranu nezbytného pro uranovou verzi bomby označenou Little Boy). Byl zde postaven také experimentální grafitový reaktor X-10, který však produkoval jen velmi malá množství plutonia. Primárně sloužil k získání zkušeností a výcviku personálu.
Původně se v Oak Ridge plánovala také výstavba několika dalších, již ryze produkčních reaktorů (a navazujících zařízení). Jedno místo tedy mělo zajišťovat jak dodávky obohaceného uranu, tak plutonia pro plutoniovou verzi bomby (zkušební The Gadget a Fat Man). Nakonec bylo rozhodnuto pro výrobu plutonia vybrat a vybudovat zcela novou lokalitu. Důvodů bylo více, ale mezi hlavní patřily bezpečnostní a zajištění dostatku elektřiny a vody. I když Oak Ridge byl vybrán zejména kvůli blízkým hydroelektrárnám, obrovské komplexy na uran spotřebovávaly tolik elektřiny, že pro další nová zařízení by jí již nebyl dostatek.
Jako nejvhodnější místo se ukázal Hanford (krycí označení Site W) ve státě Washington, skoro na opačné straně USA. První ryze produkční reaktor B (později byly postaveny ještě prakticky stejné reaktory D a F) se dochoval ve velmi dobrém stavu a je tak sám největším a nejcennějším exponátem zdejší lokality. Kromě toho v jeho prostorách byla vytvořena výstava, která vysvětluje roli Hanfordu v projektu Manhattan, obsahuje různé exponáty a modely reaktoru B. Součástí je také dokumentární film Hanford's Secret Wartime Mission (Tajná válečná mise Hanfordu) a různé materiály k historii Hanfordu. Nadace expozici připravila ve spolupráci s B Reactor Museum Association, Hanford Reach National Monument Heritage and Visitor Center a Columbia River Exposition on History, Science and Technology.

## Vydané publikace
Nadace Atomic Heritage Foundation vytvořila a vydala několik knih o projektu Manhattan. Jedná se o tyto knihy:
- The Manhattan Project: The Birth of the Atomic Bomb in the Words of Its Creators, Eyewitnesses, and Historians: v této antologii jsou shromážděny texty a myšlenky původních účastníků projektu Manhattan, jakož i práce nejvýznamnějších historiků, kteří se věnují tomuto tématu.
- The Manhattan Project Guidebook Series (1–4): série čtyř průvodců po projektu Manhattan. První díl se věnuje Manhattanu, newyorské čtvrti, po které projekt získal své krycí jméno, a kde v budově „New War Department Building“ (nyní „Harry S. Truman Building“) bylo ústředí projektu, které řídil Leslie Groves. Další díly se věnují státům Nové Mexiko (především Los Alamos, dále místo prvního testu Trinity), Tennessee a Washington. Průvodci přibližují historii a význam projektu Manhattan v těchto jednotlivých oblastech.
- Oppenheimer and the Manhattan Project: kniha přináší spektrum textů o životě a vědeckých úspěších Roberta Oppenheimera, který řídil vývoj bomby v Los Alamos. Editorem knihy je zakladatelka nadace Cynthia Kellyová, texty přispěla řada autorů: senátor Jeff Bingaman, historik Richard Rhodes (mj. autor knihy The Making of the Atomic Bomb z roku 1986), Martin Sherwin a Kai Bird (spoluautoři oceňované rozsáhlé biografie American Prometheus, kterou psali 25 let), Robert S. Norris nebo Andy Oppenheimer.
- Remembering the Manhattan Project: První část obsahuje příspěvky ze sympozia o projektu Manhattan, které uspořádala nadace v roce 2002 ve Washingtonu. Mezi přispěvateli jsou mj. již u předchozího titulu zmínění Richard Rhodes, Robert S. Norris, Martin Sherwin a Kai Bird, dále Gregg Herken nebo James R. Schlesinger. Druhá část navrhuje strategii pro zachování historických nemovitostí a artefaktů projektu Manhattan pro veřejnost a budoucí generace. Kniha byla mj. využita při přípravě výše zmíněného Manhattan Project National Historical Park.
- Race for Atomic Power:  kniha je doprovodnou publikací ke stejnojmenné muzejní expozici v Idaho Falls, kterou nadace rovněž vytvořila a která je popsána v předchozí sekci.

## Dokumentární filmy
Nadace Atomic Heritage Foundation také natočila řadu dokumentárních filmů. Část je primárně využívána v muzejních expozicích, na jejichž vytvoření se nadace podílela.
- Hanford's Secret Wartime Mission (Tajná válečná mise v Hanfordu): tento dokumentární film je kronikou té části projektu Manhattan, která se odehrála v Hanfordu, kde byla podél řeky Columbia na severozápadě USA (stát Washington) vybudována první zařízení na výrobu plutonia na světě. Tento projekt spojil tým výjimečných fyziků z Chicagské univerzity vedený Enricem Fermim s průmyslovými zkušenostmi společnosti DuPont pod vedením Crawforda Greenewalta. Film vyzdvihuje odhodlání a vynalézavost mužů a žen, kteří se zhostili zdánlivě nemožného úkolu vyrobit plutonium včas, aby přispěli k válečnému úsilí. Film je mimo jiné promítán při exkurzích do reaktoru B v Hanfordu.

- A Handful of Soldiers (Hrstka vojáků): v tomto krátkém dokumentárním filmu vystupují tři veteráni projektu Manhattan, kteří popisují své zkušenosti z Los Alamos při práci na bombě na bázi plutonia. Dvanáctiminutový film ukazuje pozůstatky „místa V“, kde byla sestavena první atomová bomba, vyzkoušená v rámci testu Trinity.

- Nuclear Pioneers (Jaderní průkopníci): dokumentární filmu o délce 28 minut se věnuje experimentálním reaktoru EBR-I (Experimental Breeder Reactor I), který nicméně již byl jako první schopen vyrábět určité množství elektřiny. Film je založen na svědectví vědců a inženýrů, kteří se na výstavbě tohoto reaktoru podíleli. Reaktor EBR-I, dokončený v roce 1951, připravil půdu pro budoucí generace mnohem dokonalejších a výkonnějších „mírových“ reaktorů. Pro svůj historický význam byl reaktor EBR-1 v roce 1966 prezidentem Johnsonem vyhlášen národní historickou památkou. Film je promítán v rámci expozice Idaho Falls, kterou nadace také připravila.

- Interviews with Manhattan Project Veterans, Vol. I–III: tři dokumentární filmy obsahují rozhovory se sedmi veterány projektu Manhattan. Filmy jsou doplněny fotografiemi a dalšími dokumenty z archivu ministerstva energetiky a krátkými životopisy jednotlivých osobností. Dokumentují, jaké to bylo pracovat na přísně tajném projektu, který změnil světové dějiny a způsobil revoluci ve vědě a technice.

- The Race for Atomic Power (Závod o atomovou energii): tento dokumentární film sleduje historii National Reactor Testing Station (NRTS) v Idaho Falls. Obsahuje rozhovory s bývalými i současnými zaměstnanci NRTS a Idaho National Laboratory. Stručně dokumentuje inovace vyvinuté v NRTS během prvních 25 let její existence.

- General Leslie R. Groves: krátký životopis generála Leslieho Grovese, který nejprve řídil dokončení výstavby Pentagonu (tehdy největší kancelářské budovy na světě) a krátce poté byl jmenován šéfem celého projektu Manhattan.

- The Uncommon Man: Crawford H. Greenewalt (Neobyčejný člověk Crawford H. Greenewalt): životopis chemického inženýra společnosti DuPont, který řídil výstavbu technologických komplexů v Hanfordu. Ještě předtím (30. léta) hrál důležitou roli ve vývoji nylonu. V letech 1948–1962 byl prezidentem DuPont. Jeho zájmy kromě chemie však byly neobyčejně rozmanité: mj. ornitologie a vysokorychlostní kamery. O ornitologii vydal několik oceňovaných knih, jedna z nich obsahuje unikátní snímky kolibříků, pořízené těmito speciálními kamerami.